# Nyctimystes
Genre
Nyctimystes est un genre d'amphibiens de la famille des Pelodryadidae.

## Répartition
Les 36 espèces de ce genre se rencontrent en Papouasie-Nouvelle-Guinée et en Indonésie en Nouvelle-Guinée Occidentale et aux Moluques.

## Liste des espèces
Selon Amphibian Species of the World (23 avril 2016) :
- Nyctimystes avocalis Zweifel, 1958
- Nyctimystes bivocalis Kraus, 2012
- Nyctimystes brevipalmatus (Tyler, Martin & Watson, 1972)
- Nyctimystes calcaratus Menzies, 2014
- Nyctimystes cheesmani Tyler, 1964
- Nyctimystes cryptochrysos Kraus, 2012
- Nyctimystes daymani Zweifel, 1958
- Nyctimystes disruptus Tyler, 1963
- Nyctimystes dux (Richards & Oliver, 2006)
- Nyctimystes eucavatus Menzies, 2014
- Nyctimystes fluviatilis Zweifel, 1958
- Nyctimystes foricula Tyler, 1963
- Nyctimystes granti (Boulenger, 1914)
- Nyctimystes gularis Parker, 1936
- Nyctimystes humeralis (Boulenger, 1912)
- Nyctimystes infrafrenatus (Günther, 1867)
- Nyctimystes intercastellus Kraus, 2012
- Nyctimystes kubori Zweifel, 1958
- Nyctimystes kuduki Richards, 2007
- Nyctimystes latratus Menzies, 2014
- Nyctimystes montanus (Peters & Doria, 1878)
- Nyctimystes myolae Menzies, 2014
- Nyctimystes narinosus Zweifel, 1958
- Nyctimystes obsoletus (Lönnberg, 1900)
- Nyctimystes ocreptus Menzies, 2014
- Nyctimystes papua (Boulenger, 1897)
- Nyctimystes perimetri Zweifel, 1958
- Nyctimystes persimilis Zweifel, 1958
- Nyctimystes pulcher (Wandolleck, 1911)
- Nyctimystes purpureolatus (Oliver, Richards, Tjaturadi & Iskandar, 2007)
- Nyctimystes rueppelli (Boettger, 1895)
- Nyctimystes sanguinolenta (Van Kampen, 1909)
- Nyctimystes semipalmatus Parker, 1936
- Nyctimystes trachydermis Zweifel, 1983
- Nyctimystes traunae Menzies, 2014
- Nyctimystes tyleri Zweifel, 1983

## Publication originale
- Stejneger, 1916 : New generic name for a tree-toad from New Guinea. Proceedings of the Biological Society of Washington, vol. 29, p. 86 (texte intégral).